# Musculus depressor anguli oris
Der Musculus depressor anguli oris („Mundwinkelniederzieher“, Syn. Musculus triangularis) ist ein Hautmuskel des Kopfes. Der Muskel entspringt am Unterrand des Unterkiefers und strahlt als dreieckige Muskelplatte in den Mundwinkel und die Unterlippe ein. Der Muskel gehört zur mimischen Muskulatur und zieht den Mundwinkel nach unten. Zudem flacht er den Bogen der Nasolabialfurche ab und verleiht dem Gesicht einen traurigen Ausdruck. Er wird vom Ramus marginalis mandibulae und den Rami buccalis des Nervus facialis innerviert. Die Blutversorgung erfolgt über Äste aus der Arteria facialis und der Arteria labialis inferior.